# عبد الواحد بن سليمان
عبد الواحد بن سليمان بن عبد الملك بن مروان، لا يُعرف اسم أمه ولكنها بنت عبد الله بن الصحابي خالد بن أسيد بن أبي العيص بن أمية الأموية. أمير مرواني أموي، ولي إمرة مكة والمدينة سنة 129 هـ ولما تمكن العباسيون من الحكم كان واحدا ممن قتلهم صالح بن علي العباسي.